# 伊藤穰一
伊藤穰一（日语：／ Itō Jōichi，1966年6月19日—），通常称为Joi Ito，是一个日本活动家、企业家和风险投资，日本網際網路普及的重要人物。现为MIT媒体实验室主管。做为企业家，关注互联网和科技公司，并成立一些公司，如日本PSINet，Digital Garage和日本Infoseek。他还有成立部落格，维基和IRC频道。伊藤穰一是创作共用的執行長和Neoteny实验室的共同合夥人。

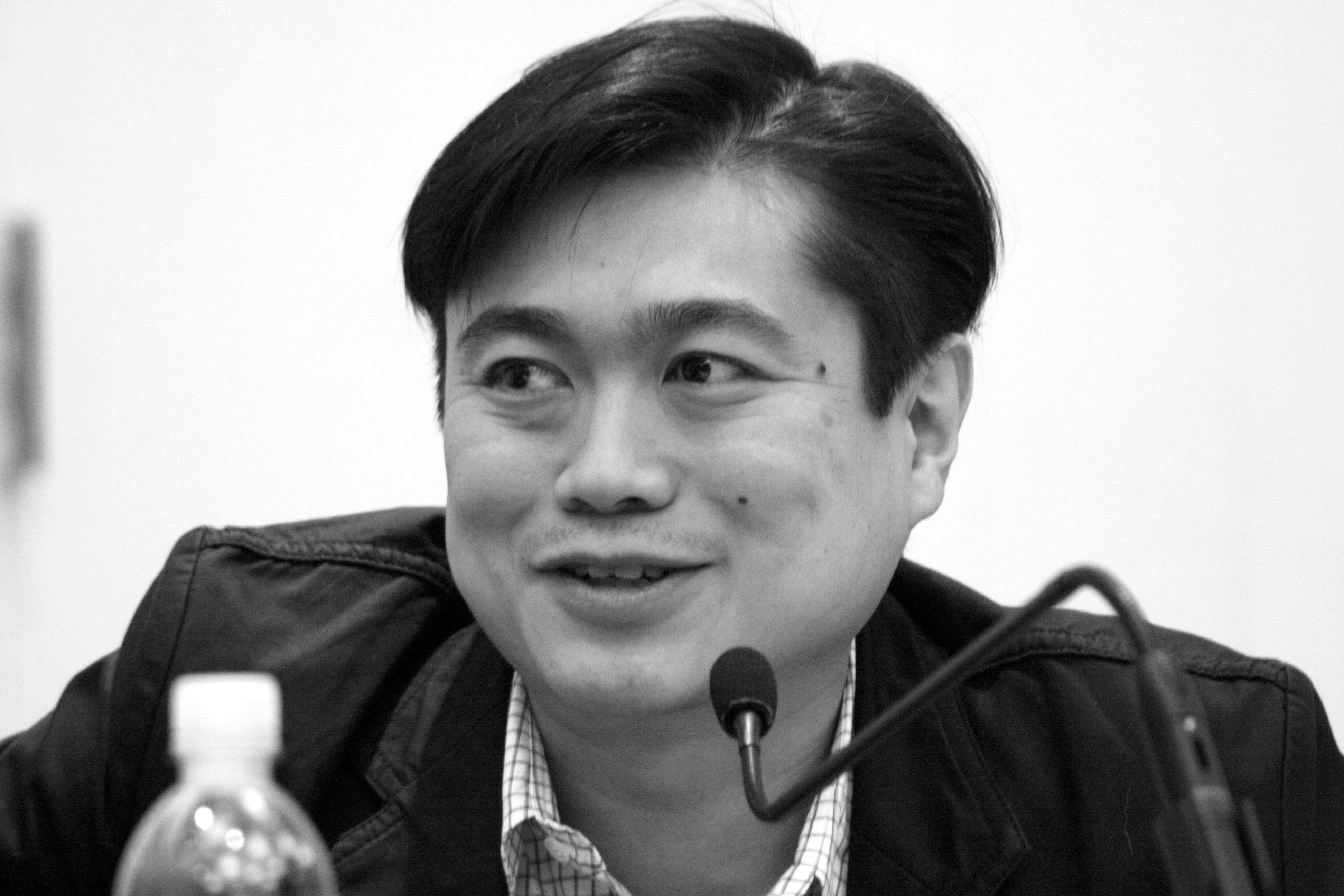
伊藤穰一在2008年创作共用讨论：“共用：为胜利欢庆，洞察未来。”

## 生平
1966年出生在京都市，4歲至14歲時在美國密歇根州居住。曾就讀塔夫茨大学計算機科學系，學習過程中，發現計算機科學的教育過於僵化而休學。在塔夫茨大学時遇到後來的eBay創辦人的Pierre Omidyar。其後於芝加哥大学物理學系就讀，也因為發展方向與學校不符而休學。曾經入讀一橋大學的博士課程，後來也中途退學。現任的CEO。

## MIT媒体实验室
纽约时报报道伊藤穰一成为MIT媒体实验室主管。这一任命是不同寻常的，因为伊藤穰一曾在两所院校学习，但都没有完成学业。Calit2的主管Larry Smarr说：“这一选择是很有挑战的，但很明智。”伊藤穰一在2011年9月1日正式上任。MIT媒体实验室的創辦人兼前任執行總監尼古拉斯·尼葛洛龐帝认为这一选择会把媒体融入到伊藤穰一的世界。 亚洲科学杂志报道，伊藤穰一展望他在MIT媒体实验室的未来，相比起“教育”而言，他更加喜欢用“学习”来概括。

## 關聯條目
- Six Apart

## 註解
1. ↑  Markoff, John. . The New York Times. April 25, 2011  [April 25, 2011]. （原始内容存档于2020-11-11）.
2. ↑  . Joi Ito's Twitter Stream. September 1, 2011  [2013-03-09]. （原始内容存档于2018-07-28）.
3. ↑  Kirsner, Scott. . Boston.com (The Boston Globe) (The New York Times Company). April 26, 2011  [April 26, 2011]. （原始内容存档于2016-03-04）.
4. ↑  . MIT News (Massachusetts Institute of Technology). April 25, 2011  [April 25, 2011]. （原始内容存档于2013-12-31）.
5. ↑  Chan, Juliana. . AsianScientist.com. May 2, 2011  [May 14, 2011]. （原始内容存档于2014-04-20）.

## 外部連結
- 伊藤穰一官方網站 （页面存档备份，存于）
- 伊藤穰一在互联网电影资料库（IMDb）上的資料（英文）